# Stvarno pravo
Stvarno pravo je skup pravnih pravila kojima se uređuju oni društveni odnosi koji nastaju među ljudima glede neposrednog gospodarskog iskorištavanja stvari, ili kraće - skup pravnih pravila kojima se uređuju odnosi među ljudima povodom stvari. To je ujedno definicija stvarnog prava u objektivnom smislu. U subjektivnom smislu, stvarno pravo su različita ovlaštenja glede stvari koja subjektima u stvarnopravnim odnosima priznaju norme objektivnog prava.

## Oblici stvarnih prava
Za stvarno pravo u hrvatskom pravnom sustavu važi načelo zatvorenog broja stvarnopravnih odnosa (numerus clausus), tzv. rimski kriterij. To konkretno znači da u određenom građanskopravnom sustavu postoje samo oni oblici stvarnopravnih odnosa koje je kao takve odredio propis. 
Prema Zakonu o vlasništvu i drugim stvarnim pravima nabrojana su stvarna prava:
1. pravo vlasništva
2. pravo služnosti
3. založno pravo
4. pravo stvarnog tereta
5. pravo građenja

Stvarna prava se mogu klasificirati kao:
- stvarna prava na vlastitoj stvari - pravo vlasništva
- stvarna prava na tuđoj stvari -  pravo služnosti, založno pravo, pravo stvarnog tereta, pravo građenja

Važno je napomenuti da posjed nije stvarno pravo, već pretpostavka pojedinih stvarnih prava